# الدمل العجزي
الدمل العجزي أو الغمازة العجزية (بالإنجليزية: sacral dimple)‏ (وتسمى أيضًا غمازة العصعص أو غمازة العمود الفقري) هي انخفاض صغير في الجلد، يقع فوق الأرداف مباشرة. يأتي الاسم من العجز (عظم كبير مثلث الشكل يقع في قاعدة العمود الفقري)، وهو العظم الموجود في نهاية العمود الفقري، والذي توجد فوقه الغمازات. يتم تعريف الغمازة العجزية بأنها غمازة في خط الوسط يقل قطرها عن 5 ملمترات ولا تزيد عن 2.5 سنتيم من فتحة الشرج دون تصريف مرئي مصاحب أو خصلة شعرية.

## تعريف
تعتبر الغمازات العجزية من التشوهات الخلقية الحميدة الشائعة والتي توجد في ما يصل إلى 4% من السكان. تشمل التشوهات الخلقية الحميدة الشائعة الأخرى الأصابع الزائدة والحلمات الثالثة والأسنان الولادية. معظم حالات الغمازة العجزية بسيطة ولا تتعلق بأي مشكلة طبية أساسية، ولكن بعضها قد ينتج عن مرض، وخاصة السنسنة المشقوقة. إذا كان هذا هو السبب، فذلك عادةً شكل تشقق العمود الفقري، وهو النوع الأقل خطورة.

## الوصف
عادةً ما تكون الغمازات البسيطة صغيرة الحجم، إذ يقل حجمها عن 5 ملم. تقع هذه الأورام في خط الوسط، على بعد 2.5 سم من فتحة الشرج، ولا ترتبط بها أي تشوهات جلدية أخرى. من ناحية أخرى، تتمتع الغمازات غير النمطية بخصائص مختلفة. يبلغ حجمها أكثر من 5 ملم وتقع على بعد 25 ملم من فتحة الشرج. يمكن أن تكون الغمازات غير النمطية عميقة أيضًا، وتقع فوق ثنية الألوية، أو تقع خارج خط الوسط، أو تحدث على شكل غمازات متعددة.
غالبًا ما يتم اكتشاف الدمل العجزي أثناء الفحوصات التي يجريها أطباء الأطفال بعد الولادة، والذين يمكنهم التحقق من:
- ما إذا كانت قاعدة الغمازة مغطاة بالجلد؛
- هل يوجد خصلة من الشعر في الغمازة؟
- ما إذا كانت هناك مشاكل محتملة ذات صلة مثل ضعف الأطراف السفلية؛
- المسافة من الأرداف إلى الغمازة (كلما كانت أقرب كان أفضل).

بالنسبة للأطباء الذين يتعاملون مع الأطفال الذين لديهم غمازات عجزية، من الضروري أن يكونوا على دراية بخصائص الغمازات غير النمطية. ويجب إجراء فحوصات دقيقة لتحديد أي سمات غير نمطية من أجل إدارة هذه الحالات وإحالتها إلى الممارسة السريرية بشكل مناسب. إن فهم التمييز بين الغمازات العجزية البسيطة وغير النمطية أمر بالغ الأهمية بالنسبة لممارسي طب الأطفال بسبب الارتباط المحتمل مع خلل التنسج الشوكي الخفي (OSD). كان معدل الإصابة بخلل التنسج الشوكي الخفي في المرضى الذين يعانون من غمازة غير نمطية، كما لوحظ في العديد من الدراسات، أعلى بشكل ملحوظ (8.8%) مقارنة بالمرضى الذين يعانون من غمازة بسيطة (0.6%). ونظراً لهذا الخطر المتزايد، فإن الأطفال الذين يعانون من غمازات غير نمطية يحتاجون إلى تقييم إضافي من خلال التصوير الإشعاعي والإحالات المبكرة إلى أخصائيي جراحة الأعصاب. يمكن أن يساعد التعرف السريع والإدارة المناسبة للغمازات غير النمطية في ضمان التدخل في الوقت المناسب وتحسين النتائج للأطفال الذين يعانون من تشوهات العمود الفقري الكامنة المحتملة.
يمكن أن تشير الغمازة العجزية أيضًا إلى وجود مشكلة في الكلى من النوع الذي يمكن التحقق منه باستخدام الموجات فوق الصوتية .[بحاجة لمصدر]

### مدى انتشار الدمل العجزي
تشير الإحصائيات إلى أن حوالي 3% إلى 8% من الأطفال يولدون بدمل عجزي.

### الفروق بين الغمازات المختلفة
- الغمازات الظهرية: تظهر كزوج من الغمازات على جانبي العمود الفقري. تُعرف أيضًا بغمازات فينوس، نسبةً إلى إلهة الجمال الرومانية، ويُعتقد أنها تُضفي جمالًا إضافيًا.
- الأكياس الشعرية: تُعتبر أكياسًا مليئة بالسوائل أو الهواء تظهر في أسفل الظهر. على عكس الغماز العجزي، هذه الحالة تُصيب المراهقين والشباب نتيجة تعرُّض الشعر الكثيف والعرق للعدوى.

### الأعراض والأسباب
- الأعراض:
  - الغماز عادةً ما يكون سطحيًا ولا يرافقه أي علامات أخرى.
  - في حالات نادرة، قد يكون مصحوبًا بعلامات مثل خصلة شعر أو بقعة جلدية إضافية أو تغير في لون الجلد المحيط.
- الأسباب: السبب الدقيق لظهور الغماز العجزي غير معروف، ولكن يُعتقد أن العوامل الوراثية قد تلعب دورًا فيه.[13]

### التشخيص والعلاج
- التشخيص:
  - يتم التشخيص من خلال الفحص السريري.
  - إذا كان الغماز كبيرًا أو عميقًا أو بعيدًا عن ثنية الأرداف، قد يُوصي الطبيب بإجراء تصوير بالموجات فوق الصوتية.
- العلاج:
  - في معظم الحالات، لا يتطلب الغماز العجزي أي علاج.
  - إذا ارتبط الغماز بمشكلة أخرى، سيتم تحديد العلاج المناسب بناءً على الحالة.

### التوقعات والمضاعفات
- التوقعات: غالبية الأطفال الذين لديهم غماز عجزي يعيشون حياة طبيعية وصحية دون أي تأثير على حركتهم أو أنشطتهم.[14]
- المضاعفات:
  - قد يعاني البعض من نمو زائد للشعر حول الغماز.
  - الغمازات العميقة قد تتعرض للعدوى إذا لم يتم تنظيفها بشكل جيد.

## التصنيف
تم اختيار الغمازات العجزية لدراسة واحدة حسب رمز 685.1 ICD9CM.